# اورفنادرین
اورفنادرین (انگلیسی: Orphenadrine) نوعی داروی آنتی کولینرژیک از گروه آنتی هیستامین های اتانول آمینی بوده و برای درمان دردهای عضلانی و بهبود کنترل حرکتی در بیماری پارکینسون استفاده میشود.